# П-37
П-37 «МЕЧ» (Індекс ГРАУ - 1РЛ139, за класифікацією НАТО — Bar Lock) - рухома двокоординатна радіолокаційна станція (РЛС) кругового огляду для наведення та цілевказівки.
Була розроблена в КБ «Ліра» (м. Москва) на базі РЛС П-35, прийнята на озброєння в 1971 році.
Практично всі вироби, що перебувають в експлуатації, були вироблені в період 1980-1992 років.

## Призначення та особливості

### Призначення
Призначена для ведення радіолокаційної розвідки повітряних цілей, забезпечення наведення винищувальної авіації та цілевказівки зенітним ракетним комплексам. РЛС перебуває на озброєнні радіотехнічних батальйонів та радіолокаційних рот і за якістю та точнісними характеристиками радіолокаційної інформації належить до класу РЛС бойового режиму.

### Особливості
РЛС П-37 розгортається на рівному горизонтальному майданчику діаметром не менше 50 метрів на панівній висоті. Для вимірювання просторових координат РЛС може сполучатися з висотомірами ПРВ-11 і ПРВ-13, ПРВ-17. Поєднання полягає у забезпеченні відображення інформації РЛС на ІКО висотоміра. Цілевказівка на висотомір та видача висоти цілей може здійснюватися як ручним способом (голосом), так і напівавтоматичним за допомогою маркерів цілевказівки. Дані про обстановку радіолокації можуть бути видані ручним способом (голосом) на віддалені КП радіотехнічних підрозділів по дротових і радіоканалах зв'язку. Можлива передача інформації на виносні ІКО «Пікет», встановлені на КП, по кабельних лініях на відстань до 300 м або за допомогою радіотрансляційної лінії РЛ-30-1М (1РЛ51М2) на відстань до 15 км.
У РЛС п'ять незалежних ідентичних приймальних каналів, пов'язаних з відповідними каналами, що передають, з об'єднанням ехо-сигналів каналів перед подачею на індикатори. Кожен канал виконаний за супергетеродинною схемою з одноразовим перетворенням частоти та автопідстроюванням частоти місцевого гетеродина. Багатоканальна побудова зони виявлення РЛС дозволяє орієнтовно визначати кут місця цілей за номером каналу, у діаграмі спрямованості якої є ціль. Визначення кута місця може бути забезпечене шляхом почергового включення приймальних каналів на пульті дистанційного керування ПДУ-4М та знаходження номера каналу, в якому є ехо-сигнал.

## Склад комплексу
До складу РЛС входить 8 транспортних одиниць.
- Машина № 1 (ППК) – платформа 52-У-415М з кабіною 636А, що обертається, в якій розміщується приймально-передавальна апаратура і антенні пристрої. На кабіні змонтовано дві антени – нижню та верхню. Кожна антена складається з відбивача та блоку опромінювачів. РЛС працює на п'ятьох незалежних приймально-передавальних каналах (три формує нижня антена, два – верхня).
- Машина № 2 (індикаторна) на автомобілі ЗІЛ-131М з апаратурою індикації, хронізації та керування режимами роботи РЛС.
- Машини № 3 та 4 – причепи МАЗ-8925 з основною та резервною електростанціями живлення АД-60-Т230-1Р.
- Машина № 5 – тягач АТС-668С з підйомною стрілою та краном для розгортання та згортання антенних пристроїв.
- Машина № 6 – причіп 2-П5,5 для розміщення агрегату підвищеної частоти ВПЛ-30Д та контейнерів з майном РЛС під час транспортування.
- Машина № 7 – одноосьовий причіп ТАПЗ-755 із агрегатом живлення радіотрансляційної лінії РЛ-30-1М.
- Машина № 8 – автомобіль Урал-43203 із апаратурою НРЗ 1Л22.

## Перешкодозахищеність
РЛС П-37Р має досить високу перешкодозахищеність, що підвищує можливості її бойового застосування при перешкодах. Захист від активних перешкод забезпечується такими заходами: досить високим енергетичним потенціалом (середня потужність зондувального сигналу становить 0,7-0,8 кВт) та зосередженням енергії у вузьких нижніх променях антени; використанням багатоканальної багаточастотної зони виявлення. Кожен із п'яти приймально-передавальних каналів працює на своїй несучій частоті з досить великим рознесенням частот між каналами. Можливість дистанційного вимикання приймально-передавальних каналів, заповнених перешкодою, та зміни нахилу антен у широких межах дозволяє заповнити кутомісну зону вимкненого каналу зоною іншого каналу та забезпечити проведення цілей; застосуванням апаратури захисту від несинхронних перешкод, що забезпечує пригашення перешкод як в амплітудному, так і в когерентному режимах роботи РЛС. Коефіцієнт пригашення несинхронних перешкод в амплітудному каналі дорівнює 26 дБ, когерентному – 20 дБ;
Від пасивних перешкод захист забезпечується: використанням когерентно-компенсаційної апаратури СДЦ із дворазовим черезперіодним відніманням на відеочастоті. Апаратура встановлена в кожному приймальному каналі з об'єднанням сигналів каналів після віднімання. В апаратурі реалізується фазування когерентного гетеродина зондуючим імпульсом (режим еквівалентної внутрішньої когерентності) або перешкодою (режим зовнішньої когерентності). Черезперіодне віднімання здійснюється у цифровому пристрої (ЦСДЦ). Коефіцієнт пригашення відбиття від місцевих предметів не менше 35 дБ. З огляду на те, що дальність виявлення в когерентному режимі в середньому менша, ніж в амплітудному, передбачено стробування режимів роботи приймальних трактів по дистанції.

## Основні характеристики
Діапазон частот: 2700-3100 МГц
Дальність виявлення цілі, км:
- бомбардувальник - 250
- винищувач - 180
- крилата ракета - 135

Імпульсна потужність випромінювання - 800 кВт
Швидкість обертання антени: 3-6 об/хв.
Час готовності до бойової роботи влітку / взимку - год 24/36
Помилки при виявленні цілі (100 км):
- за кутовими координатами - 0,5 град.

- по дальності - 500 м

Довжина антени - 9,7 м.
Ширина антени - 3 м.
Фокусна відстань антени - 2,5 м
Швидкість буксирування по шосе - 35 км/год

## Модифікація (Росія)
"Лира-1" (1Л118) – розроблена в процесі докорінної модернізації радіодалекоміра 1РЛ139-2 (П-37). В 1999 – 2002 роках заводом виконанні роботи з ремонту і часткової модернізації на радіолокаторах типу 1РЛ139-2 встановлених в Усть-Большерецьку та в Усть-Хайрюзово.
Станція Р37-ВА – модифікація станції П-37 "МЕЧ".